# HPS Helsinki
Le HPS Helsinki, officiellement Helsingin Palloseura,  est un club de sports de Helsinki fondé en 1917. 
Le HPS a des sections dans plusieurs sports dont le hockey sur glace, football, handball et basket-ball.

## Historique

### Section football
La section football reste la plus notoire avec plusieurs championnats de Finlande gagnés (1921, 1922, 1926, 1927, 1929, 1932, 1934, 1935 et 1957) et une coupe de Finlande gagnée (1962).